# Vincenzo Del Signore

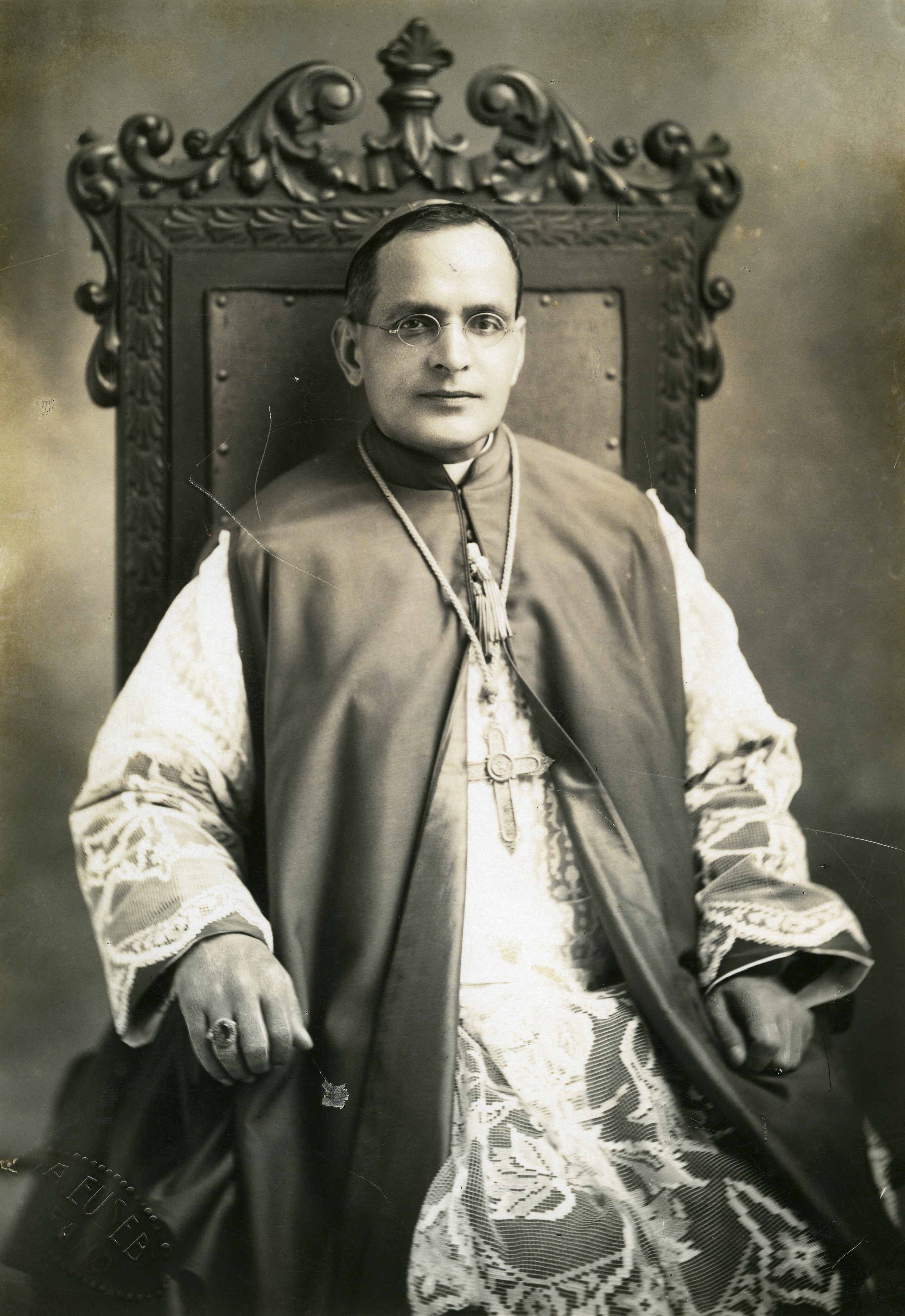
Bischof Vincenzo Del Signore (1937)

Vincenzo Del Signore (* 14. März 1881 in Saltara, Provinz Pesaro und Urbino, Italien; † 13. März 1967 in Fano, Provinz Pesaro und Urbino) war Bischof von Fano.

## Leben
Vincenzo Del Signore empfing am 19. September 1903 die Priesterweihe. Anschließend war er im Bistum Fano als Rektor des Päpstlichen Regionalseminars sowie als Kapitularvikar tätig.
Papst Pius XI. ernannte ihn am 20. September 1937 zum Bischof von Fano. Die Bischofsweihe spendete ihm am 24. Oktober desselben Jahres Weihbischof Ettore Castelli. Mitkonsekratoren waren Luigi Ferri, Bischof von Ripatransone, und Oddo Bernacchia, Bischof von Termoli. 1944 war er kurzzeitig Bürgermeister von Fano. Für sein pastorales Engagement während und nach dem Zweiten Weltkrieg verlieh ihm die Stadt Fano am 3. September 1955 die Ehrenbürgerschaft. Nach seinem Tod wurde in Fano eine Straße nach ihm benannt. Von 1962 bis 1965 nahm Del Signore als Konzilsvater am Zweiten Vatikanischen Konzil teil.
1966 verschlechterte sich sein Gesundheitszustand, sodass er sein Amt zuletzt nicht mehr wirkungsvoll ausüben konnte. Vincenzo Del Signore starb im Folgejahr, einen Tag vor seinem 86. Geburtstag. Er wurde im Dom von Fano beigesetzt.